# Dieter Freise
Dieter Freise, né le 18 février 1945 à Heidelberg (Bade-Wurtemberg) et mort le 5 avril 2018 dans la même ville, est un joueur ouest-allemand de hockey sur gazon.

## Biographie
Dieter Freise fait partie de l'équipe nationale ouest-allemande sacrée championne olympique aux Jeux d'été de 1972 à Munich. Il dispute aussi les Jeux olympiques d'été de 1976, terminant respectivement à la cinquième place.